# Nier: Automata Ver1.1a
Nier: Automata Ver1.1a ist eine Anime-Fernsehserie aus den Jahren 2023 und 2024, die gemeinsam von Yoko Taro und Ryōji Masuyama geschrieben wurde. Die Musik stammt aus dem Studio Monaca. Der Anime basiert auf dem Action-Rollenspiel Nier: Automata aus dem Jahr 2017, das von Platinum Games entwickelt und von Square Enix veröffentlicht wurde. Die Serie wurde von Studio A-1 Pictures produziert. Die Handlung spielt in einer fernen Zukunft während eines Stellvertreterkrieges zwischen von Außerirdischen geschaffenen maschinellen Lebensformen und von Menschen geschaffenen Androiden und konzentriert sich hauptsächlich auf die Androiden 2B und 9S, Soldaten der Elite-YorHa-Kampftruppe, die gegen die Maschinenwesen kämpfen sollen.

## Handlung
Nier: Automata Ver1.1a spielt im Jahr 11945 auf einer postapokalyptischen Erde, die von der Menschheit verlassen und seitdem von Außerirdischen besetzt wurde. Diese kämpfen mit der Hilfe einer Armee aus Maschinenwesen gegen die von den Menschen geschaffenen Androiden. Der Konflikt hat sich zu einem Stellvertreterkrieg entwickelt. Die neueste Kampfeinheit der Streitkräfte der Androiden ist die YoRHa, eine Elite-Kampftruppe, die von einem Bunker im Orbit der Erde aus operiert. Das Kommando der YoRHa untersteht dabei direkt dem Menschheitsrat, der sich auf dem Mond befindet. Die zwei Einheiten 2B und 9S der YoRHa-Kampftruppe werden im Rahmen einer Aufklärungsmission auf die Erde geschickt, um das Verhalten der Maschinen zu untersuchen und die auf der Erde verbliebenen für die Menschheit kämpfenden Rebellen des Widerstandes zu unterstützen. Während dieser Mission bekämpfen 2B und 9S feindliche maschinelle Lebensformen und lernen andere auf der Erde lebende Charaktere kennen. Die Anführerin des Widerstandes Lily und die antiken Zwillingsandroiden Devola und Popola begegnen ihnen ebenso wie Pascal, ein pazifistischer Anführer eines freundlich gesinnten Dorfes von Maschinenwesen. Darüber hinaus müssen sie gegen Adam und Eva kämpfen, zwei humanoide Zwillinge, die als Kopf des „Maschinennetzwerks“ agieren, durch das die meisten Maschinenwesen auf der Erde miteinander vernetzt sind. Weitere Charaktere sind A2, ein einzelgängerisches Mitglied der YoRHa sowie Emil, ein Bewohner des Dorfes von Pascal.

## Figuren
YoRHa No.2 Type B (ヨルハ二号B型 Yoruha Ni-gō B-gata) ist ein YoRHa-Kämpfermodell der Gruppe „Battler“. Sie hat eine kühle und wortkarge Persönlichkeit und ist auch als „2E“ bekannt, ein Exekutions-Modell, das für die Tötung anderer Androiden ausgelegt ist.
YoRHa No.9 Type S (ヨルハ九号S型 Yoruha Kyū-gō S-gata) ist ein YoRHa-Kämpfermodell der Gruppe „Scanner“. 9S wird von vertrauten Charakteren auch mit „Nines“ angesprochen, hat eine offene Persönlichkeit und zeigt im Gegensatz zu 2B Interesse an der Welt und den Maschinenwesen.
Pod 042 (ポッド042 Poddo 042) und Pod 153 (ポッド153 Poddo 153) sind fliegende quaderförmige Geräte, die die YoRHa-Kampftruppen unterstützen sollen. Sie verhalten sich zunächst robotisch, zeigen später aber Anzeichen der Entwicklung einer Persönlichkeit und fühlen sich 2B und 9S zugehörig.
YoRHa Type A No.2 (ヨルハA型二号 Yoruha A-gata ni-gō) ist ein abtrünniger YoRHa-Prototyp, der zunächst als Einmaltest auf eine Mission zur Zerstörung eines Maschinenservers in Ka'ala geschickt wurde, diese jedoch überlebte und nun einen Rachefeldzug sowohl gegen andere YoRHa-Einheiten als auch die Maschinenwesen führt.
Kommandeurin (司令官 Shireikan) ist die Vorgesetzte von 2B und 9S. Sie führt die YoRHa-Streitkräfte vom Bunker in der Erdumlaufbahn aus an.
Operator 60 (オペレーター60 Operētā 60) und Operator 210 (オペレーター210 Operētā 210) sind die zwei Kontakt-Operatoren von 2B und 9S. Während Operator 60 sich nett verhält und mit 2B anfreunden will, verhält Operator 210 sich trotz der Annäherungsversuche von 9S kalt und fokussiert auf jeweilige die Mission.
Lily (リリィ Rirī) ist die Anführerin der Rebellen des auf der Erde kämpfenden Widerstandes. Sie misstraut 2B und 9S zunächst, aber versorgt sie mit Informationen und Unterstützung. Sie ist eine frühere Bekannte der abtrünnigen A2, die sie während ihrer ersten Mission kennenlernte.
Adam (アダム Adamu) und Eva (イヴ Ivu) sind Zwillings-Humanoiden, die das Netzwerk der Maschinenwesen steuern. Adam erscheint erwachsen und ist von der Menschheit fasziniert, Eva jedoch ist verspielter und seinem Bruder treu ergeben.
Pascal (パスカル Pasukaru) ist der pazifistische Anführer eines von maschinellen Lebensformen bewohnten Dorfes, welches sich vom Netzwerk der Maschinen getrennt und von der kriegerischen Außenwelt isoliert hat.
Devola (デボル Deboru) und Popola (ポポル Poporu) sind Zwillings-Androiden eines antiken Serienmodells. Devola und Popola werden von den anderen Androiden des Widerstandes diskriminiert und bekommen gefährliche Aufgaben zugetragen, da ein Androidenmodell aus ihrer Serie einen schwerwiegenden Zwischenfall verursachte.
Emil (エミール Emīru) ist ein Maschinenwesen, welches von Pascal in seinem Dorf aufgenommen wurde, nachdem er durch den Kontakt zu Emil vom Maschinennetzwerk getrennt worden war. Emil war einmal ein Mensch, wurde aber in eine Waffe verwandelt und überlebte mehrere tausend Jahre auf der Erde, bevor Pascal ihn fand.

## Produktion
Der Anime Nier:Automata Ver1.1a basiert auf dem Videospiel Nier: Automata, einem Action-Rollenspiel aus dem Jahr 2017, das von Platinum Games entwickelt und von Square Enix veröffentlicht wurde. Nier Automata ist ein Teil der Videospielserie Drakengard und stellt ein Sequel von Nier dar, einem Computerspiel aus dem Jahr 2010. Das Konzept für eine Adaption von Nier Automata als Anime wurde 2018 von Aniplex vorgeschlagen. Bei der Produktion wurden Wünsche der Produktionsmitarbeiter des Spiels eingearbeitet. Die erste Episode stellt die einführende Sektion (Tutorial) des Spiels dar, ab der zweiten Episode unterscheidet sich der Anime deutlicher von seiner Vorlage. Filmische Zwischensequenzen wurden möglichst dem Original getreu reproduziert, um die Atmosphäre zu wahren und auch visuell nah an der Spielvorlage zu bleiben. Yoko Taro zufolge wird dadurch ein cinematisches Erzählen der Geschichte ermöglicht, was das Computerspiel in der Form nicht hätte erreichen können.
Nier:Automata Ver1.1a wurde von A-1 Pictures animiert. Der Regisseur Ryōji Masuyama arbeitete die Animeserie zusammen mit Yoko Taro aus, dem Schöpfer des Universums um Drakengard. Für das Design der Figuren sowie die Animationsregie war Jun Nagai verantwortlich. Der künstlerische Leiter war Hirofumi Sakagami. Yukio Nagasaki war der Tonregisseur. Die Puppenspiele, die am Ende jeder Episode gezeigt werden, wurden von Moge kreiert.

### Musik
Die Musik zum Anime wurde von Monaca komponiert, einer Musikproduktionsfirma, die zuvor schon mehrfach mit Yoko Taro zusammengearbeitet hatte, darunter auch bei der Arbeit am Titel Nier Automata. Keiichi Okabe fungierte als Komponist, Arrangeur und Musikproduzent und wurde dabei von Kuniyuki Takahashi, Keigo Hoashi und Shotaro Seo unterstützt. Bei der genauen Reproduktion von Szenen aus dem Videospiel wurde die Musik übernommen. Zwei Lieder sind Teil des Anime: das Opening Escalate von Aimer sowie das Ending Antinomy von Amazarashi.

### Synchronisation
Die deutsche Synchronfassung entstand bei Studio postperfect in Berlin unter der Regie von Kristina Frick nach einem Dialogbuch von Erika Döhmen.
| Rolle                  | Japanischer Sprecher (Seiyū) | Deutscher Sprecher |
| ---------------------- | ---------------------------- | ------------------ |
| YoRHa No.2 Type B (2B) | Yui Ishikawa                 | Diana Ebert        |
| YoRHa No.9 Type S (9S) | Natsuki Hanae                | Imme Aldag         |
| Pod 042                | Hiroki Yasumoto              | Christian Holdt    |
| Pod 153                | Kaoru Akiyama                | Franziska Trunte   |
| YoRHa Type A No.2 (A2) | Ayaka Suwa                   | Samina König       |
| Kommandantin           | Chiaki Kanou                 | Leni Leßmann       |
| Operator 6O            | Keiko Isobe                  | Diana Ebert        |
| Operator 21O           | Meari Hatsumi                | Jessica Rust       |
| Lily                   | Atsumi Tanezaki              | Amelie Plaas-Link  |
| Adam                   | Daisuke Namikawa             | Rajko Geith        |
| Eve                    | Tatsuhisa Suzuki             | Lucas Wecker       |
| Pascal                 | Aoi Yūki                     | Cornelia Waibel    |
| Devola und Popola      | Ryoko Shiraishi              |                    |

## Ausstrahlung
Der Anime wurde während eines Livestreams zum fünften Geburtstag des Spiels Nier: Automata angekündigt. Die Erstausstrahlung wurde mehrfach aufgrund der COVID-19-Pandemie verschoben und erfolgte schließlich im Januar 2022 während des Late-Night-Zeitfensters auf Tokyo MX, Tochigi Television, Gunma Television und Nippon BS Hōsō. Auf Crunchyroll wurde ein Simulcast mit englischen Untertiteln übertragen. Ab dem 4. Februar 2023 wurde wöchentlich je eine Episode mit deutscher Synchronisation auf Crunchyroll veröffentlicht. Nachdem die erste Staffel vollständig ausgestrahlt worden war, wurde eine zweite Staffel angekündigt. Diese lief vom 5. Juli bis 27. September 2024 im japanischen Fernsehen und umfasst ebenfalls 12 Episoden.

## Episodenliste
| #  | Titel                  | Premiere (Japan) |
| -- | ---------------------- | ---------------- |
| 1  | or not to [B]e         | 08. Jan. 2023    |
| 2  | city e[S]cape          | 15. Jan. 2023    |
| 3  | break ti[M]e           | 22. Jan. 2023    |
| 4  | a mountain too [H]igh  | 19. Feb. 2023    |
| 5  | mave[R]ick             | 26. Feb. 2023    |
| 6  | [L]one wolf            | 05. März 2023    |
| 7  | [Q]uestionable actions | 12. März 2023    |
| 8  | aji wo [K]utta?        | 19. März 2023    |
| 9  | hun[G]ry for knowledge | 23. Juli 2023    |
| 10 | over[Z]ealous          | 23. Juli 2023    |
| 11 | head[y] battle         | 23. Juli 2023    |
| 12 | flowers for m[A]chines | 23. Juli 2023    |

## Rezeption
Das Online-Magazin Inverse lobte den Anime dafür, für Neulinge einfach zugänglich zu sein, aber gleichzeitig dem Originalspiel treu zu bleiben. Das Magazin The Escapist befand, die erste Episode der Serie sei originell aufgrund der wechselnden Erzählperspektive, die nicht nur aus der Sicht von 2B stattfinde und somit eine unvergleichliche Annäherung an die Handlung ermögliche. The Escapist lobte außerdem, ebenso wie das Magazin Anime Feminist, den Einsatz Yoko Taros als Autoren.